# باريس جيبسون
باريس جيبسون (بالانجليزية: Paris Gibson) (ولد 16 ديسمبر 1830 - 1 يوليو 1920 ) رجل أعمال وسياسي أميركي والسياسي، ولد جيبسون في بلدة براونفيلد التابعة لولاية مين، تخرج عام 1851 من كلية بودوين، شغل منصب عضو في مجلس الشيوخ الأمريكي بولاية مونتانا وعضو الحزب الديمقراطي في مجلس الشيوخ الولايات المتحدة بين عام 1901 وعام 1905.

## عمله
في عام 1853 انتخب عضوا في المجلس التشريعي في ولاية مين، وبعد الانتقال إلى ولاية مينيسوتا بنى جيبسون مطحنة نورث ستار الصوفية في شلالات سانت أنتوني، ثم عمل في جامعة مينيسوتا في مجلس الحكام من عام 1871 حتى عام 1879، ثم قرر التخلي عن مصالحه التجارية الفاشلة في ولاية مينيسوتا ليجرب حظه في الغرب الأمريكي، وفي عام 1880 قام بزيارة إلى الشلالات العظمى على نهر ميسوري.
اقتنع جيبسون بواسطة أحد أصدقائه ويدعى جيمس هيل بالاستثمار في المدينة الجديدة في شلالات نهر ميسوري، وحثه هيل على تمديد السكك الحديدية خلال المدينة الجديدة، وفي عام 1883 كانت مدينة مونتانا قد تأسست، قبل عام 1887 كانت خطوط السكك الحديدية مرتبطة بين بوتي، مونتانا وبين هيلينا، مونتانا، ومع ذلك فقد كان الخط الرئيسي للسكة الحديد الشمالة قد تجاوز مدينة مونتانا إلى الشمال، وعليه أصبحت غريت فولز مركزا رئيسيا للتجارة للمزارعين ومربي المواشي في المنطقة، وساهمت السدود على نهر ميسوري السلطة لمعالجة المواد الخام وطحن الحبوب والصناعات.
عندما استقال وليم كلارك من مجلس الشيوخ في الولايات المتحدة، كان جيبسون وهو ديمقراطي قد انتخب لملأ مقعده الشاغر، وعمل كبرلماني من 7 مارس 1901 حتى 3 مارس 1905، ولم يرشح نفسه لشغل مقعده البرلماني مرة أخرى، توفي في غريت فولز ودفن هناك.